# Kroatendorf (Himmelkron)
Kroatendorf ist ein Ortsteil in der Gemeinde Himmelkron im oberfränkischen Landkreis Kulmbach in Bayern. 
Bezeichnet werden damit jene Teile, die beiderseits der Bernecker Straße liegen und damit die südöstlichen Ortsteile von Himmelkron. Die Benennung stammt vermutlich aus dem Siebenjährigen Krieg. Ein gewisser Pfarrer  Helmreich erwähnt, dass hier während des Krieges ein Kroate getötet worden sein soll. Als Kroaten bezeichnete man damals die berittenen Söldner der Kroatischen Reiterei.